# 王榮璋
王榮璋（英文：Wang, Jung-Chang，1964年5月28日—），臺灣外省人第二代，高雄市左營區眷村子弟，基督徒。長期投入社會運動、關注身心障礙者權利及國家財稅改革等議題，現任監察委員，曾任中華民國第9屆全國不分區立法委員（民主進步黨籍），主要推動弱勢族群權益保障、稅制改革法案，是身障社福、財政改革、年金改革專業代表。王榮璋亦曾任職於伊甸社會福利基金會、中華民國殘障聯盟等。
2003年8月10日，中華民國殘障聯盟秘書長王榮璋在泛紫联盟成立記者會上，代表泛紫聯盟朗讀宣言。宣言中痛陳，臺灣社會福利被簡化成「提款機和存摺」的關係，泛蓝與泛绿「為求一時的勝選，多年來輪番典當、出賣國家一切資源，真正的社會安全網無從建立，台灣永續發展的契機已經被短線的選舉再三殲滅」，泛蓝與泛绿「必須善用國會優勢席次或執政資源，在（立法院）下一會期完成社會安全網的建構」。當時兼任泛紫聯盟發言人的王榮璋並說，社運和社福團體仍在集結擴大，對支持傾向也保持彈性；各政黨不要以為泛紫只有檯面上的九個團體，「如果總統候選人及其政黨對我們的訴求沒有回應，聯盟絕對會展現實力」。
2007年9月26日，王榮璋承認，陳水扁政府執政後，民主進步黨與中國國民黨的差異，只剩下統獨的政治光譜不同，在路線上已沒有什麼不同。
2016年6月8日，王榮璋以立法院代表身分兼任總統府國家年金改革委員會委員。

## 法案
第九屆立委任內主提案並三讀通過之法案：
- 納稅者權利保護法 （页面存档备份，存于）（105.12.09三讀、105.12.28公布、106.12.28施行）
- 財政紀律法 （页面存档备份，存于）（108.03.19三讀、108.04.10公布施行）
- 預算法第二十八條及第二十九條條文修正草案（105.11.15三讀）要求行政院正式編製稅式支出報告，並應於網站公開。
- 保險法部分條文修正草案（107.05.18三讀）將先前對身心障礙者購買壽險的給付限制，限縮為受監護宣告尚未撤銷者。
- 簡易人壽保險法部分條文修正草案（107.11.09三讀）修正對身心障礙者購買簡易人壽保險的限制，使其符合聯合國身權公約精神。
- 立法院組織法增訂第十五條之一條文草案（105.11.25二讀已議決）要求立法院轉播提供手語及同步聽打
- 道路交通管理處罰條例部分條文修正草案（108.05.03三讀）維護視覺障礙者行動安全的台版『白手杖法案』
- 教師法第十四條條文修正草案（108.05.10三讀）刪除對身心障礙者歧視性條款
- 專利師法第四條及第三十七條條文修正草案（107.11.02三讀）刪除對身心障礙者歧視性條款
- 船舶法第八十七條條文修正草案（107.11.02三讀）刪除對身心障礙者歧視性條款
- 地政士法第十一條條文修正草案（106.12.29三讀）刪除對身心障礙者歧視性條款
- 會計師法第六條條文修正草案（105.11.25三讀）刪除對身心障礙者歧視性條款
- 記帳士法第四條條文修正草案（105.10.21三讀）刪除對身心障礙者歧視性條款

擔任第六屆立委期間主提案並推動完成三讀之法案：
1. 《精神衛生法部分條文修正草案》 96.06.05三讀
2. 《公益彩券發行條例部分條文修正草案》 96.03.02三讀
3. 《公益勸募法草案》 95.04.25三讀，名稱為「公益勸募條例」
4. 《特殊境遇婦女家庭扶助條例第十二條條文修正草案》 95.04.25三讀
5. 《物理治療師法第三十二條修文修正草案》 96.01.09三讀
6. 《職能治療師法第四十一條條文修正草案》 96.01.05三讀
7. 《醫事放射師法第十二條、十六條及三十四條條文修正草案》 96.01.05三讀
8. 《醫事檢驗師法第十二條、十七條及第三十三條條文修正草案》 96.01.05三讀
9. 《老人福利法修正草案》 96.01.12三讀
10. 《後天免疫缺乏症候群防治條例修正草案》  96.06.14三讀並更名為「人類免疫缺乏病毒傳染防治及感染者權益保障條例」
11. 《社會工作師法修正草案》 96.12.19三讀

擔任第六屆立委期間協助行政院所提並推動完成三讀之法案：
1. 《所得基本稅額條例草案》 94.12.09三讀
2. 《人工協助生殖法草案》 96.03.05三讀
3. 《身心障礙者保護法修正草案》 96.06.05三讀並更名為「身心障礙者權益保障法」
4. 《國民年金法草案》 96.07.20三讀

## 外部連結
- 監察院全球資訊網 - 第6屆監察委員- 王榮璋委員 （页面存档备份，存于）
- 立法院全球資訊網－第6屆立法委員－王榮璋委員簡介 （页面存档备份，存于）
- 立法院全球資訊網－第9屆立法委員－王榮璋委員簡介 （页面存档备份，存于）